# 叶紙器
叶 紙器（かのう しき、1965年 -）は、日本の推理作家。2009年10月、第2回ばらのまち福山ミステリー文学新人賞で長編ミステリ『伽羅の橋』が大賞を受賞した。受賞時のペンネームは糸冬了（より とおる）。

## 概要
1965年、大阪府大阪市にて生まれた。2000年代より、大阪市にて会社員として働きながら、作家を目指し小説の執筆に取り組んだ。休日など空き時間を利用してミステリー小説を執筆し、3年がかりで「伽羅の橋」を完成させた。文学賞に投稿した経験は一度もなかったが、初めて「ばらのまち福山ミステリー文学新人賞」に同作を応募したところ、審査した島田荘司より「巨大なスケールと優れた着想を備えた10年に1度の作品」 との評価を得て、同賞を受賞した。

## 作品リスト
- 伽羅の橋（2010年3月 光文社 / 2013年2月 光文社文庫）
- 回廊の鬼（2014年4月 光文社）